# Spilogona tianchia
Spilogona tianchia är en tvåvingeart som beskrevs av Wue och Zhang 1993. Spilogona tianchia ingår i släktet Spilogona och familjen husflugor.
Artens utbredningsområde är Jilin (Kina). Inga underarter finns listade i Catalogue of Life.